# Album G.T.

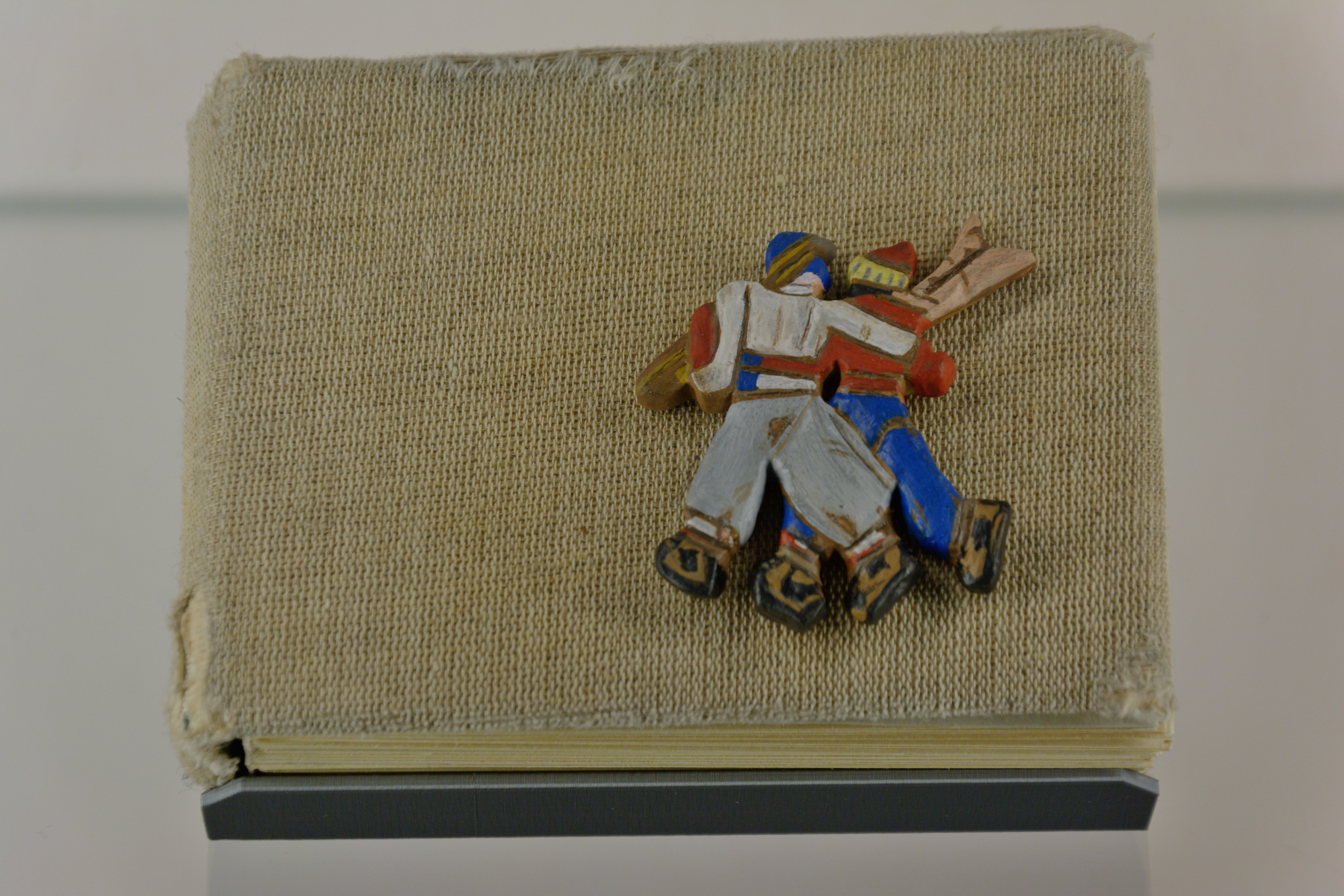
Album G.T.

Album G.T. (rozuměj: Album ghetto Terezín) je soubor 41 fotografií z Terezínského ghetta, které pořídil neznámý autor (nebo neznámí autoři) v letech 1942–1944. Album bylo nalezeno v pozůstalosti novináře Milana Weinera. Představuje ojedinělý dokument, protože podoba života v ghettu je sice známa z kreseb vězňů, ale do doby zveřejnění tohoto alba bylo známo jen velmi málo fotografických nebo filmových dokumentů z ghetta, přičemž většina pocházela z nacistických propagandistických materiálů (například pseudodokumenární film Vůdce daroval Židům město).

## Popis
Jedná se o soubor 41 fotografií formátu 6 x 4,5 centimetrů v plátěné vazbě velikosti přibližně 8 x 11 centimetrů. Čtyřicet fotografií zobrazuje různé výjevy z Terezína. Některé fotografie byly zjevně pořizovány tajně, na jiných je patrné, že zachycené osoby o fotografování věděly a s fotografem spolupracovaly. Čtyřicátá první fotografie (patrně dodatečně vložená) je předválečná a zobrazuje Milana Weinera, jeho bratra Jiřího (1920–1945) a jejich matku Ellu Johannu Weinerovou, rozenou Bienenfeldovou (1898–1984) na prázdninách.

## Historie
Album bylo nalezeno v pozůstalosti novináře Milana Weinera. Ten podle svědectví rodiny o vzniku a původu alba nikdy nemluvil.
Fotografie pořídil neznámý fotograf. Podle analýzy jednotlivých záběrů vznikla domněnka, že autoři byli dva. Jeden byl patrně vězněm ghetta (portréty, záběry z ubikací a podobně), druhým pak mohl být některý z českých protektorátních četníků (Alois Vašíček (?) – záběry strážnice a četníků, lokalit mimo ghetto, kam vězňové neměli přístup). Naexponované filmy byly údajně vyneseny z ghetta za pomoci českého četníka a byly vyvolány ve studiu sester Olgy a Staši Jílovských. Žádný z těchto dohadů zatím nebylo možné ověřit.
Ve spolupráci Památníku ticha, pražského Židovského muzea, Památníku Terezín, Paměti národa a dalších paměťových institucí  proběhlo pátrání, jehož cílem bylo ztotožnění osob zachycených na fotografiích v albu. Proběhly dvě výzvy ve sdělovacích prostředcích, jejichž cílem bylo najít pamětníky, kteří by pomohli identifikovat osoby a místa zachycená na snímcích. Do pátrání se zapojili i studenti Gymnázia Přírodní škola v Praze.
Na průzkumu obsahu alba se pokračuje.

### Identifikované osoby
- Petr Kien (1919–1944) – český výtvarník, básník a dramatik,
- Jan Levit (1884–1944) – český lékař, profesor, přednosta chirurgické kliniky v Praze v nemocnici Na Bulovce,[4]
- Alois Meissel (1896–1944) – podnikatel v zemědělství a nájemce cihelny v Klecanech
- Jo (Joseph) Spier (1900–1978) – nizozemský kreslíř a karikaturista
- Lucie Weisbergerová (1923–2000) – studentka, pozdější redaktorka nakladatelství SNDK, manželka architekta Jiřího Klena

### Identifikovaná místa
- Ložnice v domě L206.
- Objekty postavené pro kompletaci vojenského vybavení pro Wehrmacht (výroba zde probíhala od 1. června do 19. listopadu 1943).
- Interiér krematoria.
- Interiér prosektury v objektu krematoria. Na snímku jsou zachyceny patrně MUDr. Irma Goldmannová a MUDr. Ruth Edita Hoffeová.

### Identifikované události
- Vězni při zemědělských pracích mimo obvod ghetta.
- Pochod vězňů z policejní věznice pražského Gestapa v Malé pevnosti.
- Západní baráky v době, kde zde bylo od 24. srpna do 5. října 1943 ubytováno asi 1 200 dětí z ghetta v Białystoku. Všechny děti byly později zavražděny v koncentračním táboře Auschwitz-Birkenau.
- Nastupování do vagónu při odjezdu vězňů do jiného koncentračního tábora.

## Výstava

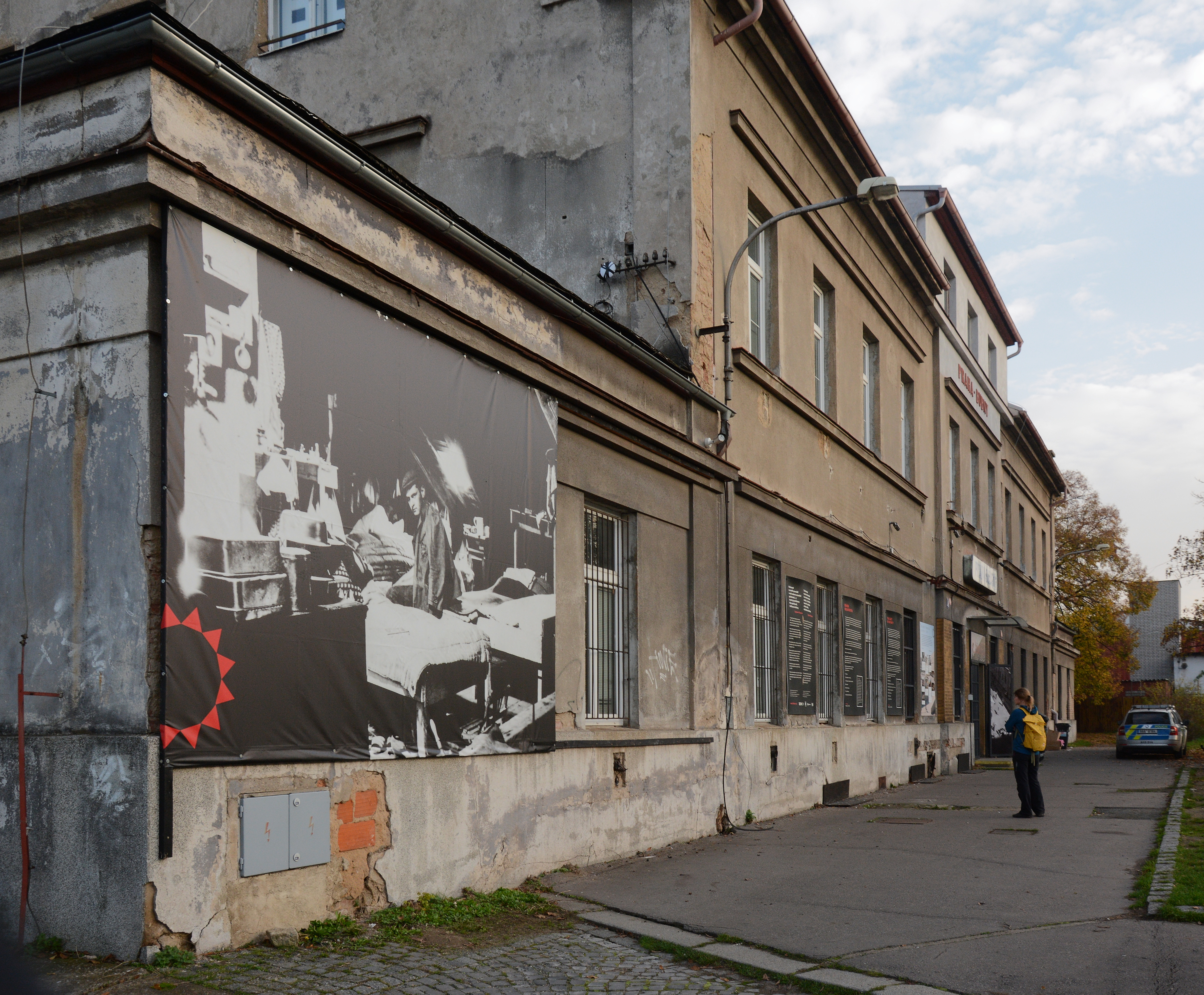
Památník ticha v době konání výstavy Album G.T. (říjen 2022)

Ve dnech 5. října – 6. listopadu 2022 proběhla stejnojmenná výstava v Památníku ticha na nádraží Praha-Bubny. Organizátorem výstavy byl Památník ticha / Památník Šoa Praha, partnery výstavy byli: Městská část Praha 7, Židovské muzeum v Praze, Památník Terezín, Paměť národa, Gymnázium Přírodní škola, Česká centra, Správa železnic a Institut Terezínské iniciativy.